# 孔扎新堡
孔扎新堡（義大利語：Castelnuovo di Conza）是意大利萨莱诺省的一个市镇。总面积14平方公里，人口667人，人口密度47.6人/平方公里（2009年）。ISTAT代码为065033。